# Ülker Sports Arena
La Ülker Sports Arena è un palazzo dello sport polivalente situato nel distretto di Ataşehir ad Istanbul. È di proprietà del Fenerbahçe, che ne usufruisce per le gare delle proprie prime squadre maschili e femminili, ed è stato inaugurato il 25 gennaio 2012 con la partita di Eurolega tra il Fenerbahçe e l'Olimpia Milano. È anche sede delle gare del Bahcesehir e della nazionale turca.
L'arena, con una capacità di 13.800 spettatori, ospita oltre ad eventi sportivi nazionali ed internazionali come il basket, la pallavolo, il wrestling e il sollevamento pesi, anche concerti e congressi. È dotato di bar e ristoranti fast food. L'arena si estende su una superficie di circa 55.000 m2 ed è una delle principali della città. Viene utilizzata dalle squadre maschili e femminili di pallacanestro e pallavolo.

## Galleria d'immagini

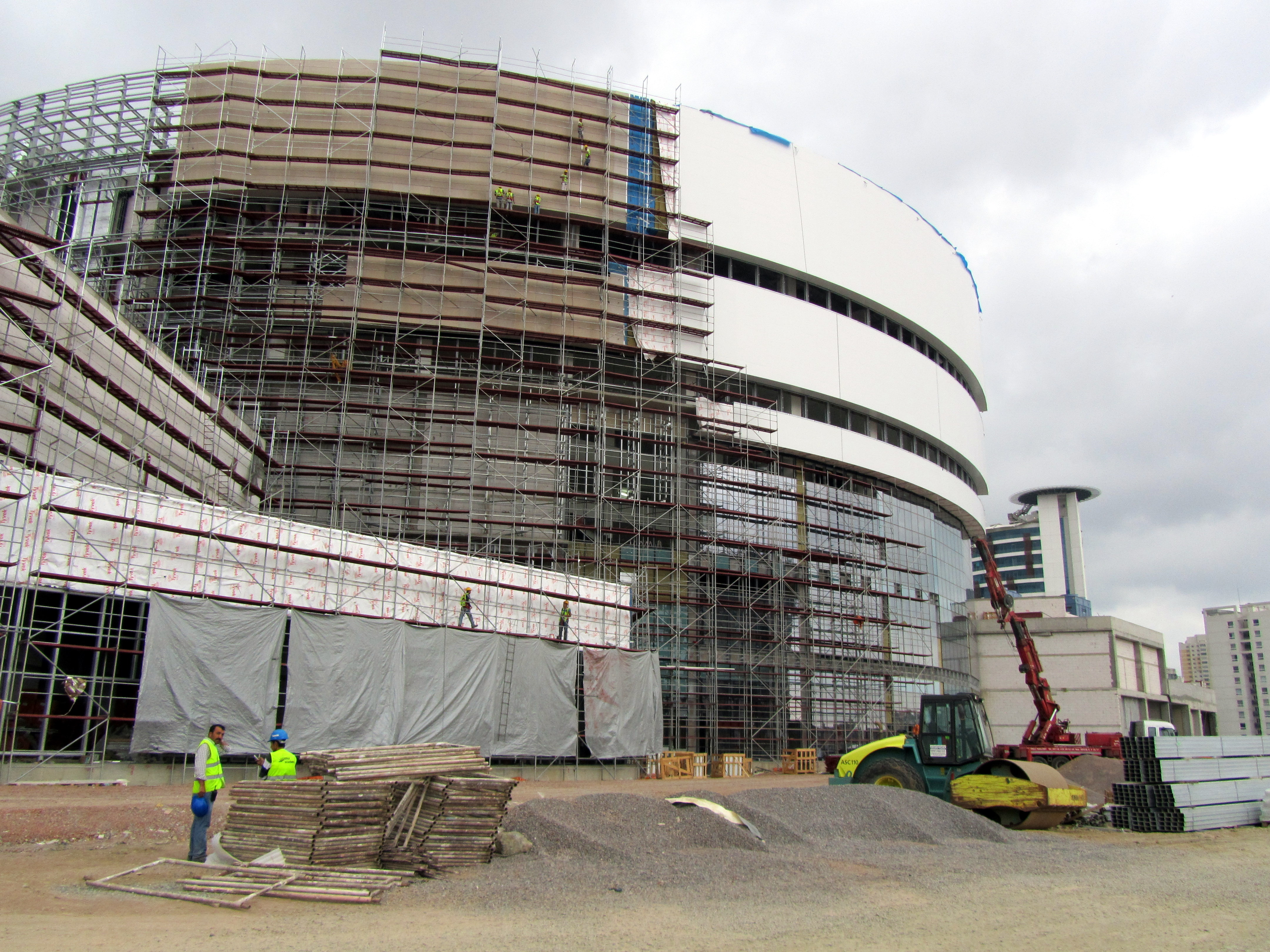
Esterno durante la costruzione
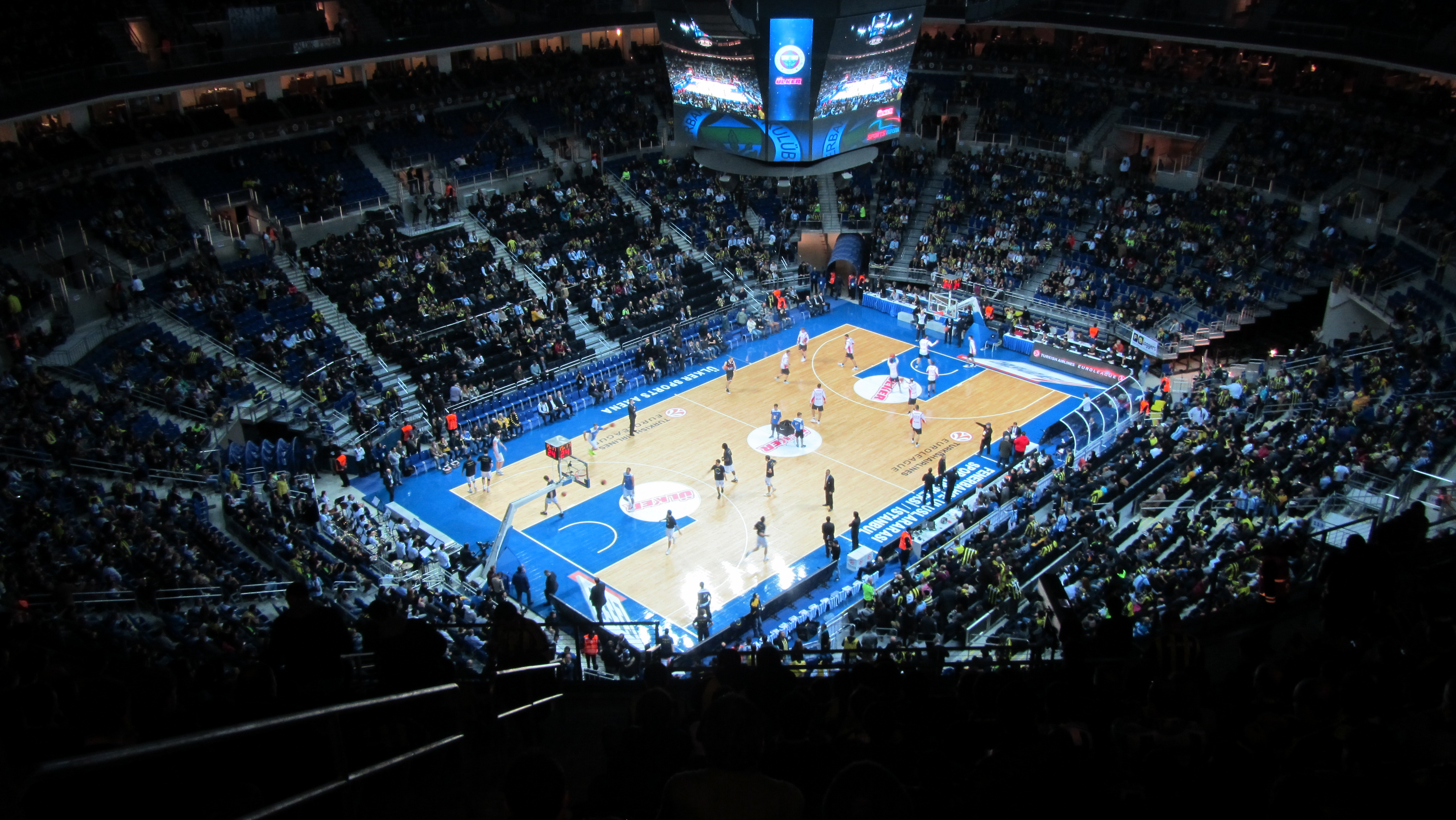
Panoramica interna